# Siemianice (województwo wielkopolskie)

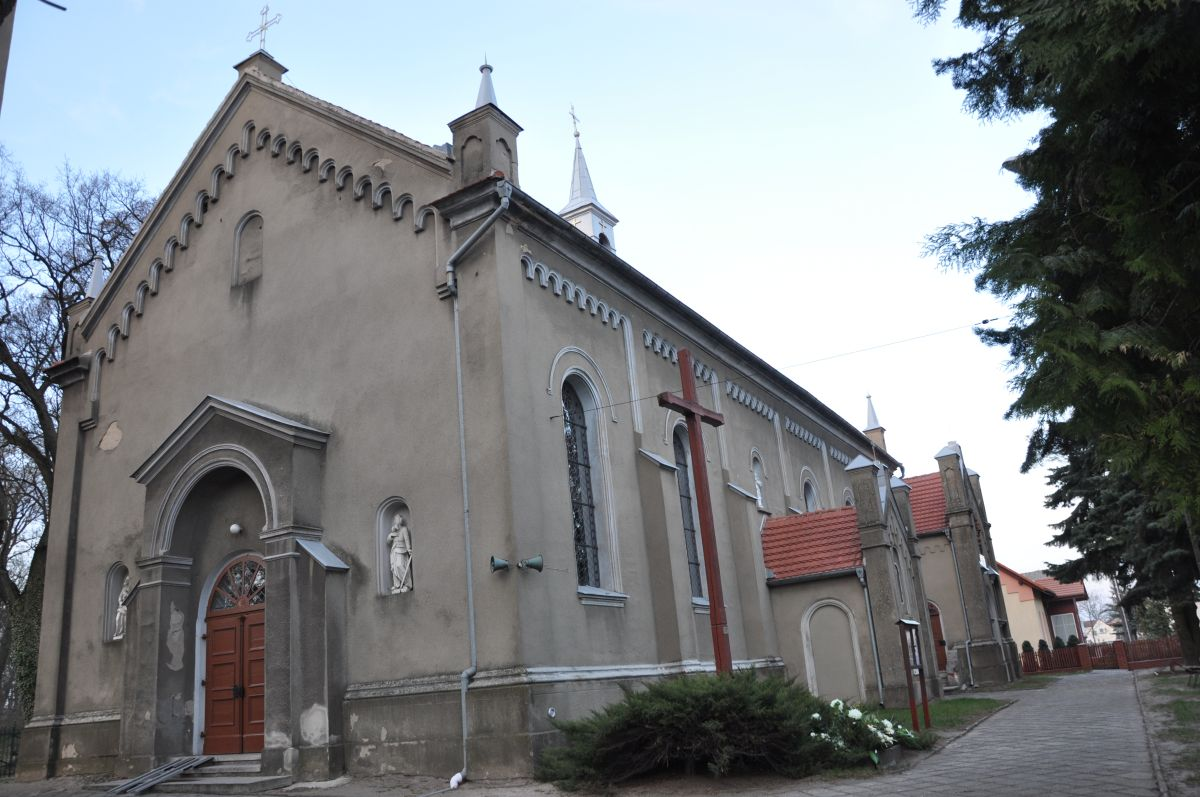
Kościół w Siemianicach 2012

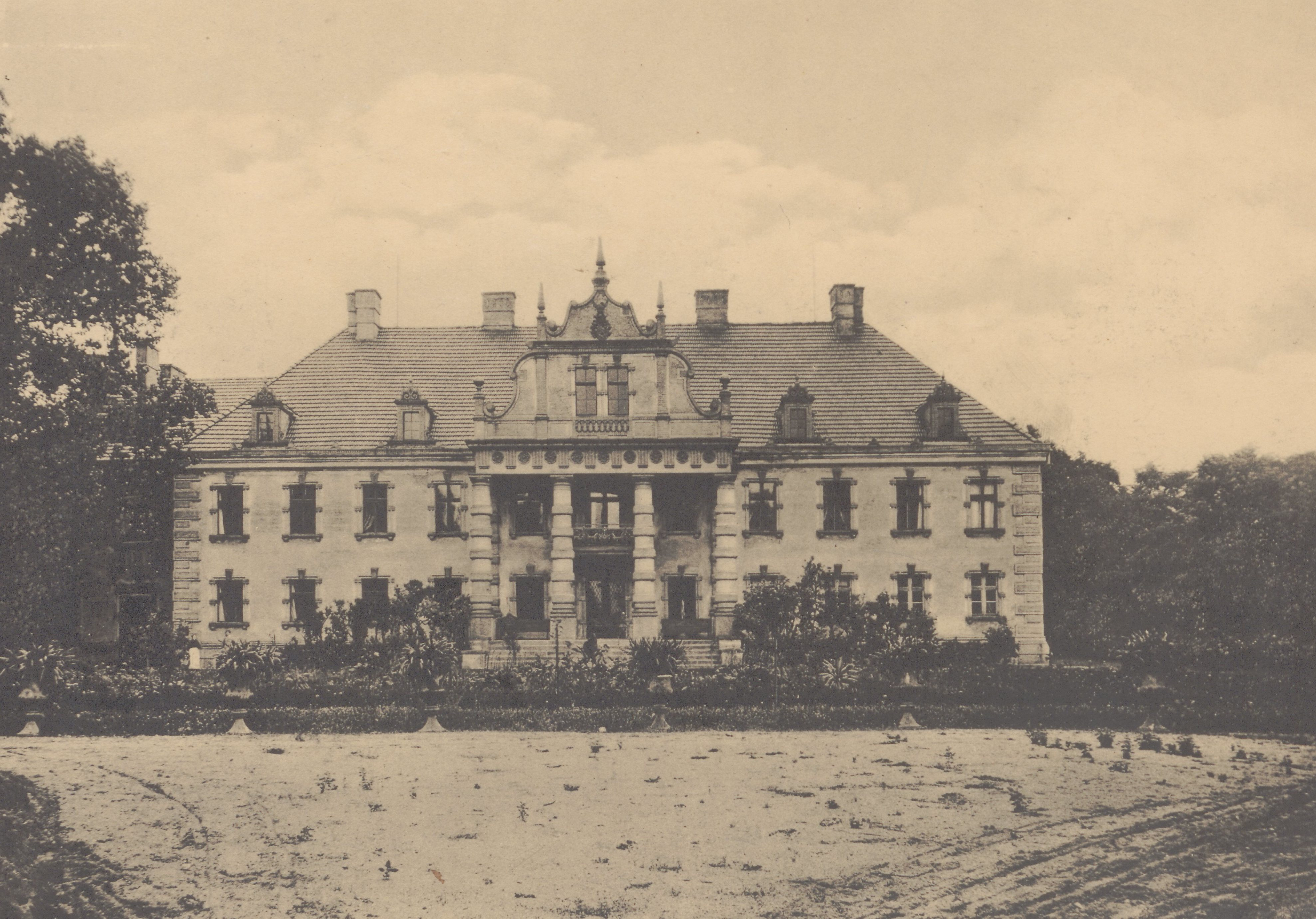
Widok pałacu przed 1912

Siemianice (dawniej Slup, Słup, Słupowo) – wieś w Polsce położona w województwie wielkopolskim, w powiecie kępińskim, w gminie Łęka Opatowska. W skład wsi wchodzą przysiółki Granice i Klasak.
W latach 1975–1998 miejscowość położona była w województwie kaliskim.

## Historia
Wieś z początku nosiła nazwę Siemianowice. Jeszcze przed 1149 r. Siemianice zostały darowane przez Piotra Włostowica z rodu Duninów klasztorowi benedyktynów pw. św. Wincentego we Wrocławiu. Przed rokiem 1360 wieś należała do biskupa wrocławskiego, po czym otrzymał ją w dożywocie Stefan Gromassy, kanonik poznański. W 1295 w kronice łacińskiej Liber fundationis episcopatus Vratislaviensis miejscowość wymieniona jest jako Semianowitz.
W XV wieku Siemianice przeszły w ręce prywatne. Wśród nich m.in. Siemiańskich, Siemieńskich, Tarnowskich i Warszyckich. W końcu XVII wieku Siemianice przeszły w posiadanie Aleksandra Szembeka łowczego łęczyckiego. Około 1739 roku Siemianicami władał syn Aleksandra, Józef Szembek, cześnik i łowczy ostrzeszowski, poseł na sejm, kawaler Orderu Orła Białego. W następstwie rozbiorów wieś znalazła się pod zaborem pruskim. Później właścicielem został Piotr Szembek, generał dywizji wojsk polskich z 1831 roku, kawaler Krzyża Virtuti Militari, założyciel Ligi Polskiej w powiecie kępińskim. Po nim wsią władali: Aleksander i Piotr Szembek, ożeniony z Marią z hr. Fredrów wnuczką Aleksandra Fredry.
W 1885 roku wieś liczyła 997 mieszkańców, a w 1905 roku wieś liczyła 652 mieszkańców, w tym: 618 katolików, 28 protestantów i 6 żydów.
Na przełomie XIX i XX wieku we wsi odkryto ciałopalne cmentarzysko z okresu rzymskiego.
W czasie pobytu grenzschutzu w 1919 roku doszło do strzelaniny pomiędzy wojskiem niemieckim a młodzieżą kongresową z drugiej strony Prosny. W maju 1921 roku umieszczono w Siemianicach rannych z nieudanego ataku górnośląskich powstańców na pobliski Kostów na niemieckim Śląsku. 17 stycznia 1920 do Siemianic wkroczyło Wojsko Polskie.
W okresie międzywojennym w miejscowości stacjonowała placówka Straży Granicznej I linii „Siemianice”.
W 1940 podczas okupacji Niemcy zmienili historyczną nazwę niemiecką Simianitz / Schimianitz sztuczną i ahistoryczną formą Schemmingen.
W latach osiemdziesiątych w Siemianicach hodowano dropie – jedne z największych polskich ptaków. 13 grudnia 1980 roku nieznani sprawcy wtargnęli do woliery, w której trzymano ptaki i zatłukli pałką 9 z 14 ptaków. Dwa lata później dobito jeszcze dwa osobniki. Populacja dropi w Polsce ostatecznie wymarła w 1989 roku.

## Zabytki

### Pałac w Siemianicach
Wzniesiony w 1835 roku przez Piotra Szembeka. W 1894 roku został całkowicie przebudowany w stylu neorenesansowym. W pałacu znajdowały się cenne zbiory rodzinne z XVII-XIX w.: stare meble, szafy gdańskie, obrazy szkoły francuskiej z XVII wieku, jak również włoskiej i niderlandzkiej, akwarele Juliusza Kossaka, zbiory starej broni. Miejsce działalności Marii z Fredrów Szembekowej. To ona miała znaczący udział w tworzeniu tutaj ośrodka kultury polskiej. Zgromadziła większość pamiątek odziedziczonych po Fredrach. Pamiątki te zaginęły niestety w czasie okupacji niemieckiej. W latach 1951 – 2020 w pałacu znajdował się Leśny Zakład Doświadczalny Uniwersytetu Przyrodniczego w Poznaniu.  W otoczeniu pałacu znajduje się zabytkowy park krajobrazowy i klasycystyczna wozownia. Park o powierzchni 4,49 ha jest chronionym prawem pomnikiem przyrody. Znajduje się tutaj cenny drzewostan oraz bogata awifauna.

### Spichlerzdworski
Zbudowany w stylu klasycystycznym w I poł. XIX wieku. Spichlerz jest murowany, tynkowany, piętrowy, na rzucie prostokąta. Ściany posiadają podział ramowy, dach jest mansardowy z naczółkami i dymnikami. Spichlerz zdobią drzwi klepkowe.

### Kościół pw.św. IdziegoOpata
W Siemianicach pierwotny kościół był konstrukcji drewnianej, zbudowany przez Jana Siemiańskiego w 1553 roku. Krótko potem został zajęty przez husytów,  kacerzy czeskich, którzy wypędzeni z Czech zajęli kościoły w okolicy z wyjątkiem kościoła w Opatowie. Po ich wypędzeniu z Polski stan dawniejszy przywrócił w 1621 roku ówczesny patron kościoła Joachim hr. z Tarnowa. Biskup wrocławski poświęcił kościół ponownie w 1623 roku. Świątynię powiększono w 1836 roku, a w 1858 rozebrano. Obecny murowany, neoromański kościół został wzniesiony w latach 1856-58 z fundacji Piotra Szembeka. W 1891 roku kościół został konsekrowany przez biskupa Likowskiego, a w 1906 roku wymalowany przez poznańskiego malarza Lisieckiego. Kościół ma 58 łokci długości, 20 łokci szerokości z babińcem, dwiema zakrystiami i grobowcem pod prezbiterium do chowania zmarłych hrabiów Szembeków. Kościół ma 3 ołtarze, w których znajdują się obrazy olejne pędzla mistrza wrocławskiego Schneidera z 1858 roku przedstawiające św. Idziego, św. Józefa i Matkę Boską Różańcową. Nad wejściem tablica pamiątkowa i herb Szembek.

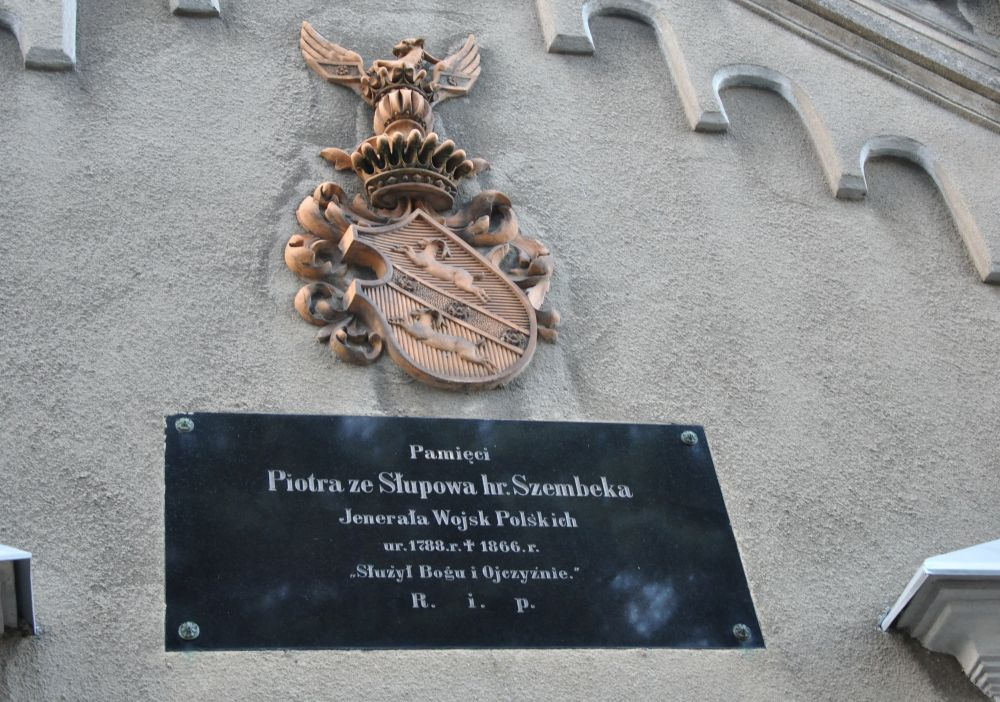
Tablica pamiątkowa i herb Szembek
Herb Szembek

### Dzwonnica
Pochodzi z 1807 roku. Została wzniesiona w stylu klasycystycznym, jest murowana, tynkowana, na planie kwadratu. Ściany posiadają podziały ramowe, hełm piramidalny. Dzwon odlany został przez Piotra Boczka z Brzegu.
Przez miejscowość przebiegają: linia kolejowa 272 Kluczbork – Poznań oraz droga krajowa nr 11 Kołobrzeg – Bytom.
W miejscowości bierze początek Transwielkopolska Trasa Rowerowa.

## Urodzeni w Siemianicach
- Zbigniew Burian – podporucznik Wojska Polskiego, powstaniec wielkopolski, kawaler Orderu Virtuti Militari[7].